# Oficina de Relacions Meridionals
La Oficina de Relacions Meridionals (ORM en español Oficina de relaciones meridionales), fue una entidad creada en Barcelona en 1928 para las relaciones entre Cataluña y Occitania.
Su primer director fue Josep Carbonell i Gener (Sitges, 1897-1979), colaborador de la Societat d'Estudis Occitans (1930) que más tarde se convirtió en el Institut d'Estudis Occitans. Con la ayuda puntual de la Generalidad de Cataluña, la oficina sirvió para promover la normalización de la lengua occitana llevada a cabo por Loïs Alibert.